# Niels Jørgen Riis
Niels Jørgen Koefoed Riis (født 16. juli 1969 på Aabygaard i Nyker) er en dansk operasanger. Han er ansat som tenorsolist på Operaen på Det Kongelige Teater. 
Riis synger ikke alene på Operaen, men også ved festspillene i Bergen, 
Festspillene i Østermarie og ved Puccini-festspillene i Italien. Han blev i 2011 æreskunstner i  Østermarie, hvor der er opkaldt en vej efter ham: Niels Jørgen Riis' Gjâre.
Han fik tidligt Herold prisen i Vilhelm Herolds fødeby, Hasle, samler på antikke messingstager og har fire reoler med bøger om Bornholm.

## Partier
- Nemorino i Gaetano Donizettis Elskovsdrikken.
- Alfredo i Giuseppe Verdis La Traviata.
- Leander i Carl Nielsens Maskarade.
- Belfiore i Rossinis Rejsen til Reims.
- Hertugen i Giuseppe Verdis Rigoletto.
- Werther i Jules Massenets Werther.
- Fenton i Verdis Falstaff.
- Rodolfo i Giacomo Puccinis La Bohème.
- Macduff i Verdis Macbeth.
- Lenskij i Tjajkovskijs Eugen Onegin.
- Edgardo i Gaetano Donizettis Lucia di Lammermoor
- Romeo i Charles Gounods Romeo og Julie.